# Sprachgitter

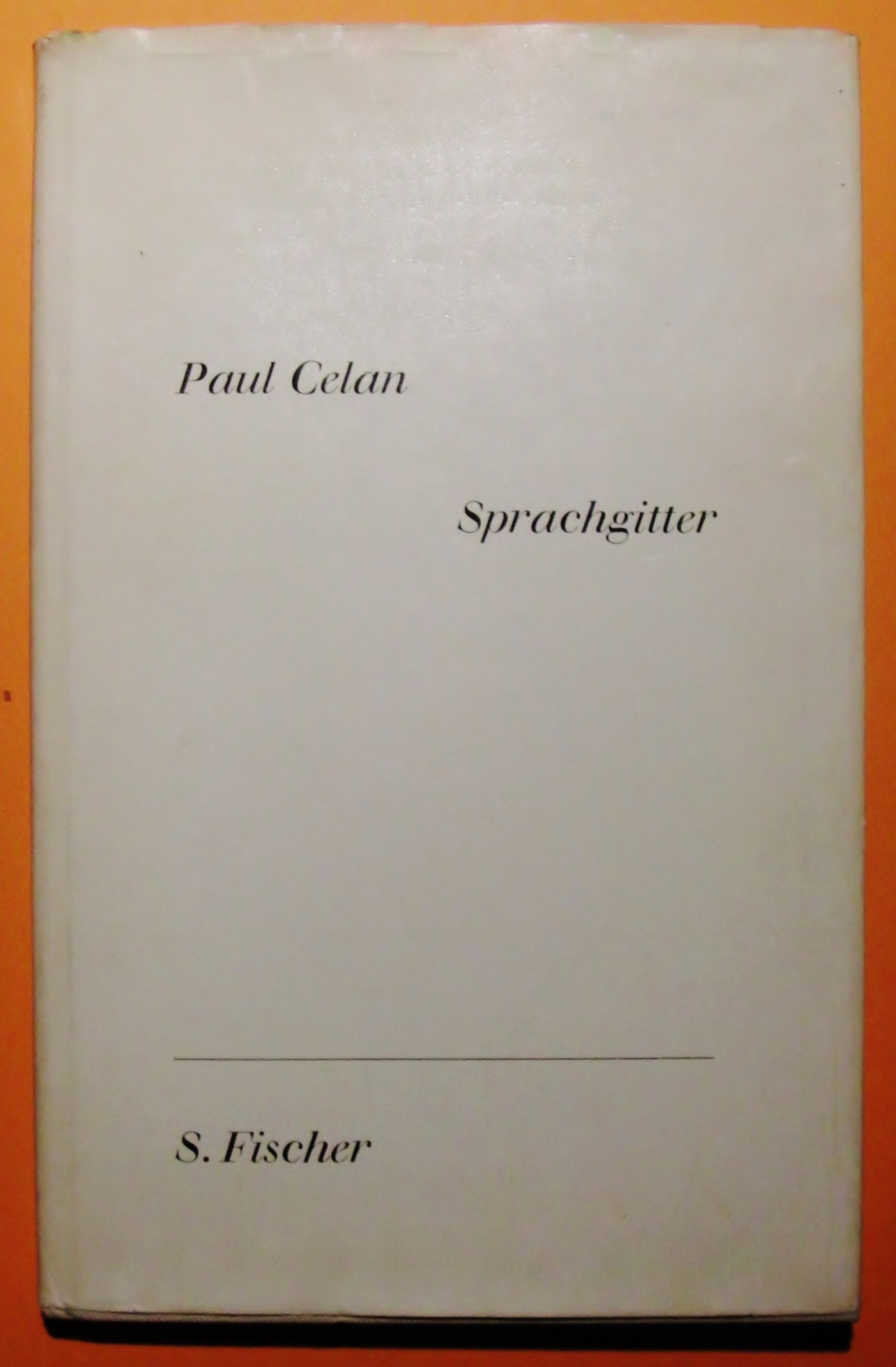
Erstausgabe (S. Fischer Verlag, 1959)

Sprachgitter ist ein 1959 erschienener Gedichtband von Paul Celan.

## Inhalt und Gliederung
Der beim S. Fischer Verlag in Frankfurt am Main verlegte Band enthält 33 Gedichte, darunter die häufig in Anthologien aufgenommenen Tenebrae, Sprachgitter und Allerseelen. Die Gedichte des Bandes sind in 5 Gruppen (I–V) aufgeteilt, das 8-seitige Gedicht Engführung bildet einen sechsten, eigenen Abschnitt.
Ein wiederkehrendes Motiv ist die sinnliche Wahrnehmung, wobei Stimmen und das Sehen eine wichtige Rolle spielen. Das erstgenannte Motiv hätte sich ursprünglich in der Gliederung spiegeln sollen: Die Namen der Zyklen wären Stimmen, Stimmlos, Sprachgitter (als Zyklus), Stimmhaft und Engführung gewesen. Bis auf den ersten und den letzten Zyklus entschied man sich stattdessen für die römische Nummerierung. Engführung ist ursprünglich ein Terminus aus der Musik.

## Entstehung

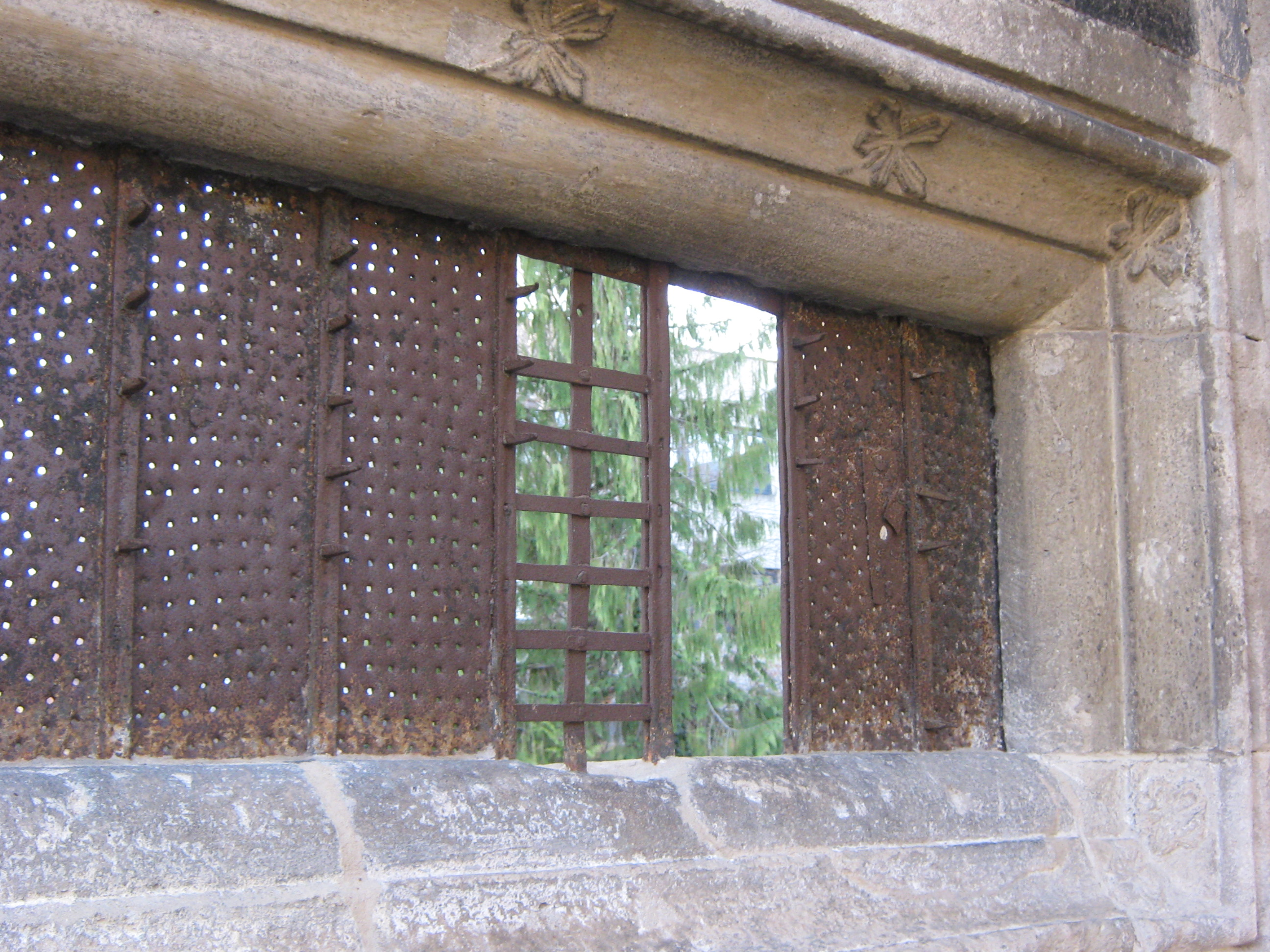
Das Sprechgitter des Pfullinger Klosters mit Lochblechen und einer vergitterten Durchreiche.

Das Titel-Gedicht "Sprachgitter" war Anfang Mai 1957 fertig, und Celan bot es dem Herausgeber Joachim Moras, wahrscheinlich für den "Merkur", zum Abdruck an. Eine Anregung für das Hauptmotiv soll Celan, wie der amerikanische Literaturwissenschaftler John Felstiner, der mit Gisèle Celan-Lestrange befreundet war, bereits 1995 schrieb, bei einem Besuch seiner Schwiegermutter in einem Kloster erhalten haben, in das diese sich verwitwet zurückgezogen hatte: "Als die Celans sie dort besuchten, sahen sie die alte Dame nur durch ein Sprachgitter [...] die französische Gräfin katholischen Glaubens vis-à-vis einem osteuropäisch-jüdischen Dichter [...]"
Mehrere Wochen nach Fertigstellung des Gedichts lernte Celan bei einer Lesung in Tübingen den Pfullinger Verleger Günther Neske kennen. Neske wollte Celan für seinen Verlag gewinnen und sandte ihm wenige Tage später eine Postkarte zu, auf der eine Detailaufnahme des mittelalterlichen Sprechgitters des ehemaligen Pfullinger Klosters abgebildet war, auf dessen Gelände sich Neskes Verlagshaus befand. Diese Karte wurde (verbunden mit der Erzählung Das Kampaner Thal von Jean Paul, das von „blühenden Sprachgittern“ spricht) fälschlich als Anregung für Celans Gedicht angesehen, auch von der Literaturwissenschaftlerin Barbara Wiedemann, bis sie dies 2019 revidierte. Der Gedichtband Sprachgitter erschien 1959 im S. Fischer Verlag.

## Ausgaben (Auswahl)
- Erstausgabe: Sprachgitter. S. Fischer Verlag, Frankfurt am Main 1959.
- Tübinger Ausgabe: Sprachgitter. Vorstufen – Textgenese – Endfassung. Suhrkamp, Frankfurt am Main 1996.